# Вяземский район (Смоленская область)
Вя́земский райо́н — административно-территориальная единица (район) и муниципальное образование (муниципальный район) в восточной части Смоленской области России.
Административный центр — город Вязьма.

## География
Район граничит: на севере с Новодугинским, на северо-востоке с Гагаринским, на востоке с Тёмкинским, на юге с Угранским, на северо-западе с Дорогобужским, на западе с Сафоновским, на северо-западе с Холм-Жирковским районами Смоленской области.
Площадь района — 3338 км². На северо-западе района (недалеко от деревни Марьино) находится наивысшая точка Смоленской области и всей Смоленско-Московской возвышенности — 319 м.
По территории района протекают реки Вязьма, Осьма, Жижала. В районе находится водораздел бассейнов рек Днепр и Волга. Крупное озеро: Семлёвское.
Почвы в районе дерново- средне- и сильноподзолистые почвы на лёссовидных суглинках, в понижениях — подзолисто-глеевые почвы. Есть месторождения бурого угля (Мармоновское месторождение). Леса занимают 47,2 % территории.

## Население
| 2002    | 2009    | 2010    | 2011    | 2012    | 2013    | 2014    | 2015    | 2016    |
| ------- | ------- | ------- | ------- | ------- | ------- | ------- | ------- | ------- |
| 81 305  | ↘78 157 | ↗80 885 | ↘80 265 | ↘79 713 | ↘78 955 | ↘78 075 | ↘77 359 | ↘76 375 |
| 2017    | 2018    | 2019    | 2020    | 2021    | 2024    | 2025    |         |         |
| ↘75 485 | ↘74 476 | ↘73 333 | ↗73 866 | ↘71 664 | ↘69 941 | ↘69 166 |         |         |

### Урбанизация
В городских условиях (город Вязьма) проживают 72,19 % населения района.

### Национальный состав
По итогам переписи населения 2020 года проживали следующие национальности (национальности менее 0,1 % и другое, см. в сноске к строке «Другие»):
| Национальность | Численность, чел. | Доля     |
| -------------- | ----------------- | -------- |
| Русские        | 64 006            | 89,31 %  |
| Армяне         | 398               | 0,56 %   |
| Украинцы       | 365               | 0,51 %   |
| Узбеки         | 350               | 0,49 %   |
| Цыгане         | 319               | 0,45 %   |
| Белорусы       | 269               | 0,38 %   |
| Таджики        | 267               | 0,37 %   |
| Азербайджанцы  | 191               | 0,27 %   |
| Татары         | 125               | 0,17 %   |
| Другие         | 5374              | 7,49 %   |
| Итого          | 71 664            | 100,00 % |

## Муниципально-территориальное устройство
В муниципальный район входят 8 муниципальных образований, в том числе 1 городское поселение и 7 сельских поселений:
| № | Муниципальное образование          | Административный центр | Количество населённых пунктов | Население (чел.) | Площадь (км²) |
| - | ---------------------------------- | ---------------------- | ----------------------------- | ---------------- | ------------- |
| 1 | Вяземское городское поселение      | город Вязьма           | 1                             | ↘49 932          |               |
| 2 | Андрейковское сельское поселение   | село Андрейково        | 59                            | ↘3276            |               |
| 3 | Вязьма-Брянское сельское поселение | село Вязьма-Брянская   | 5                             | ↘4239            |               |
| 4 | Кайдаковское сельское поселение    | деревня Кайдаково      | 44                            | ↘1882            |               |
| 5 | Новосельское сельское поселение    | деревня Новое Село     | 44                            | ↗2535            |               |
| 6 | Семлёвское сельское поселение      | село Семлёво           | 67                            | ↗3074            |               |
| 7 | Степаниковское сельское поселение  | село Новый             | 38                            | ↘1750            |               |
| 8 | Тумановское сельское поселение     | село Туманово          | 74                            | ↘2958            |               |

Первоначально Законом Смоленской области от 28 декабря 2004 года было создано 23 муниципальных образования, в том числе 1 городское и 22 сельских поселения.
| Муниципальное образование 2005—2017 гг. | Население (тыс. чел.) | Площадь (км²) | Административный центр |
| --------------------------------------- | --------------------- | ------------- | ---------------------- |
| Вяземское городское поселение           | 55,90                 | 50,1          | город Вязьма           |
| Андрейковское сельское поселение        | 1,59                  | 87,53         | село Андрейково        |
| Вязьма-Брянское сельское поселение      | 5,01                  | 9,61          | село Вязьма-Брянская   |
| Ермолинское сельское поселение          | 0,85                  | 176,67        | деревня Успенское      |
| Ефремовское сельское поселение          | 0,44                  | 100,87        | деревня Ефремово       |
| Заводское сельское поселение            | 0,51                  | 358,11        | деревня Хватов-Завод   |
| Исаковское сельское поселение           | 0,74                  | 126,7         | село Исаково           |
| Кайдаковское сельское поселение         | 1,78                  | 143,03        | деревня Кайдаково      |
| Калпитское сельское поселение           | 0,17                  | 170,74        | деревня Малая Калпита  |
| Каснянское сельское поселение           | 0,73                  | 139,1         | деревня Касня          |
| Масловское сельское поселение           | 0,42                  | 160,4         | село Богородицкое      |
| Мещёрское сельское поселение            | 0,45                  | 108,63        | деревня Дмитровка      |
| Новосельское сельское поселение         | 1,94                  | 145,92        | деревня Новое Село     |
| Относовское сельское поселение          | 1,54                  | 236,2         | деревня Относово       |
| Поляновское сельское поселение          | 1,08                  | 178,6         | деревня Поляново       |
| Российское сельское поселение           | 0,93                  | 145,74        | станция Семлёво        |
| Семлёвское сельское поселение           | 1,01                  | 144,67        | село Семлёво           |
| Степаниковское сельское поселение       | 1,32                  | 188,21        | село Новый             |
| Тумановское сельское поселение          | 1,84                  | 165,64        | село Туманово          |
| Хмелитское сельское поселение           | 0,51                  | 173,33        | село Хмелита           |
| Царёво-Займищенское сельское поселение  | 0,40                  | 112,37        | деревня Царёво-Займище |
| Шуйское сельское поселение              | 0,63                  | 96,34         | село Шуйское           |
| Юшковское сельское поселение            | 0,44                  | 121,77        | деревня Юшково         |

Законом Смоленской области от 25 мая 2017 года были упразднены 15 сельских поселений: Масловское, Относовское и Хмелитское (включены в Андрейковское сельское поселение); Ефремовское и Юшковское (включены в Кайдаковское сельское поселение); Каснянское сельское поселение (включено в Новосельское сельское поселение); Заводское, Калпитское, Поляновское и Российское (включено в Семлёвское сельское поселение); Исаковское (включено в Степаниковское сельское поселение); Ермолинское, Мещёрское, Царёво-Займищенское и Шуйское (включено в Тумановское сельское поселение).

## Населённые пункты
В Вяземском районе 332 населённых пункта, в том числе 1 городской населённый пункт (город Вязьма) и 331 сельский населённый пункт:
| №   | Населённый пункт   | Тип     | Население | Муниципальное образование          |
| --- | ------------------ | ------- | --------- | ---------------------------------- |
| 1   | Аверьково          | деревня | 0         | Семлёвское сельское поселение      |
| 2   | Аделаидено         | деревня | 1         | Андрейковское сельское поселение   |
| 3   | Андрейково         | село    | 1420      | Андрейковское сельское поселение   |
| 4   | Андрианы           | деревня | 33        | Кайдаковское сельское поселение    |
| 5   | Андроново          | деревня | 12        | Новосельское сельское поселение    |
| 6   | Аношино            | деревня | 0         | Андрейковское сельское поселение   |
| 7   | Артёмово           | деревня | 197       | Андрейковское сельское поселение   |
| 8   | Асташово           | деревня | 1         | Семлёвское сельское поселение      |
| 9   | Бабенки            | деревня | 6         | Семлёвское сельское поселение      |
| 10  | Бараново           | деревня | 7         | Андрейковское сельское поселение   |
| 11  | Барсуки            | деревня | 1         | Андрейковское сельское поселение   |
| 12  | Батищево           | деревня | 41        | Кайдаковское сельское поселение    |
| 13  | Безобразово        | деревня | 7         | Тумановское сельское поселение     |
| 14  | Безымянное         | деревня | 0         | Кайдаковское сельское поселение    |
| 15  | Беливцы            | деревня | 7         | Тумановское сельское поселение     |
| 16  | Беломир            | деревня | 15        | Семлёвское сельское поселение      |
| 17  | Березняки          | посёлок | 165       | Андрейковское сельское поселение   |
| 18  | Бобово             | деревня | 50        | Кайдаковское сельское поселение    |
| 19  | Бобосовка          | деревня | 10        | Новосельское сельское поселение    |
| 20  | Бобрище            | деревня | 0         | Тумановское сельское поселение     |
| 21  | Богданики          | деревня | 3         | Андрейковское сельское поселение   |
| 22  | Богданово          | деревня | 14        | Новосельское сельское поселение    |
| 23  | Богданово          | деревня | 4         | Семлёвское сельское поселение      |
| 24  | Богданцево         | деревня | 1         | Тумановское сельское поселение     |
| 25  | Богородицкое       | село    | 235       | Андрейковское сельское поселение   |
| 26  | Большая Азаровка   | деревня | 10        | Степаниковское сельское поселение  |
| 27  | Большая Калпита    | деревня | 10        | Семлёвское сельское поселение      |
| 28  | Большие Ломы       | деревня | 1         | Тумановское сельское поселение     |
| 29  | Большие Лопатки    | деревня | 2         | Семлёвское сельское поселение      |
| 30  | Большое Петрово    | деревня | 11        | Семлёвское сельское поселение      |
| 31  | Большое Староселье | деревня | 33        | Семлёвское сельское поселение      |
| 32  | Бородино           | деревня | 407       | Новосельское сельское поселение    |
| 33  | Бочкино            | деревня | 10        | Степаниковское сельское поселение  |
| 34  | Бровкино           | деревня | 32        | Тумановское сельское поселение     |
| 35  | Бушуково           | деревня | 2         | Семлёвское сельское поселение      |
| 36  | Бывалицы           | село    | 314       | Тумановское сельское поселение     |
| 37  | Быково             | деревня | 49        | Кайдаковское сельское поселение    |
| 38  | Быково             | деревня | 4         | Новосельское сельское поселение    |
| 39  | Быково             | деревня | 73        | Новосельское сельское поселение    |
| 40  | Вассынки           | деревня | 187       | Вязьма-Брянское сельское поселение |
| 41  | Веригино           | деревня | 5         | Семлёвское сельское поселение      |
| 42  | Володарец          | деревня | 29        | Семлёвское сельское поселение      |
| 43  | Вольские Дачи      | деревня | 9         | Андрейковское сельское поселение   |
| 44  | Воросна            | деревня | 1         | Тумановское сельское поселение     |
| 45  | Восток             | деревня | 14        | Кайдаковское сельское поселение    |
| 46  | Всеволодкино       | деревня | 76        | Андрейковское сельское поселение   |
| 47  | Выползово          | деревня | 7         | Кайдаковское сельское поселение    |
| 48  | Вырубово           | деревня | 65        | Тумановское сельское поселение     |
| 49  | Вяземский          | село    | 57        | Андрейковское сельское поселение   |
| 50  | Вязьма             | город   | ↘49 932   | Вяземское городское поселение      |
| 51  | Вязьма-Брянская    | село    | ↘3791     | Вязьма-Брянское сельское поселение |
| 52  | Гаврилки           | деревня | 2         | Тумановское сельское поселение     |
| 53  | Гашино             | деревня | 14        | Тумановское сельское поселение     |
| 54  | Глагазино          | деревня | 0         | Семлёвское сельское поселение      |
| 55  | Годуновка          | деревня | 0         | Семлёвское сельское поселение      |
| 56  | Годуново           | деревня | 0         | Андрейковское сельское поселение   |
| 57  | Горбы              | деревня | 0         | Кайдаковское сельское поселение    |
| 58  | Горельково         | деревня | 17        | Новосельское сельское поселение    |
| 59  | Горки              | деревня | 20        | Тумановское сельское поселение     |
| 60  | Горки              | деревня | 7         | Степаниковское сельское поселение  |
| 61  | Горлово            | деревня | 9         | Новосельское сельское поселение    |
| 62  | Горнево            | деревня | 0         | Андрейковское сельское поселение   |
| 63  | Горовидка          | деревня | 27        | Новосельское сельское поселение    |
| 64  | Городок            | деревня | 14        | Степаниковское сельское поселение  |
| 65  | Гороховка          | деревня | 0         | Андрейковское сельское поселение   |
| 66  | Горсткино          | деревня | 0         | Андрейковское сельское поселение   |
| 67  | Гредякино          | деревня | 5         | Семлёвское сельское поселение      |
| 68  | Гредякино          | станция | 12        | Семлёвское сельское поселение      |
| 69  | Греково            | деревня | 0         | Андрейковское сельское поселение   |
| 70  | Григорово          | деревня | 0         | Тумановское сельское поселение     |
| 71  | Григрево           | деревня | 3         | Андрейковское сельское поселение   |
| 72  | Гридино            | деревня | 65        | Андрейковское сельское поселение   |
| 73  | Гридино            | деревня | 0         | Семлёвское сельское поселение      |
| 74  | Гришково           | деревня | 10        | Тумановское сельское поселение     |
| 75  | Гряда              | деревня | 0         | Тумановское сельское поселение     |
| 76  | Гужово             | деревня | 9         | Степаниковское сельское поселение  |
| 77  | Давыдково          | деревня | 2         | Кайдаковское сельское поселение    |
| 78  | Дашковка           | деревня | 12        | Кайдаковское сельское поселение    |
| 79  | Двоевка            | деревня | 20        | Степаниковское сельское поселение  |
| 80  | Дебрево            | деревня | 17        | Семлёвское сельское поселение      |
| 81  | Демидово           | деревня | 38        | Тумановское сельское поселение     |
| 82  | Денисово           | деревня | 8         | Новосельское сельское поселение    |
| 83  | Дмитровка          | деревня | 286       | Тумановское сельское поселение     |
| 84  | Добринка           | деревня | 1         | Тумановское сельское поселение     |
| 85  | Докунка            | деревня | 6         | Тумановское сельское поселение     |
| 86  | Дорохово           | деревня | 0         | Андрейковское сельское поселение   |
| 87  | Дробыши            | деревня | 0         | Андрейковское сельское поселение   |
| 88  | Дрожжино           | деревня | 46        | Новосельское сельское поселение    |
| 89  | Дружба             | деревня | 0         | Семлёвское сельское поселение      |
| 90  | Дьяковка           | деревня | 11        | Тумановское сельское поселение     |
| 91  | Дяглево            | деревня | 4         | Семлёвское сельское поселение      |
| 92  | Егорье             | деревня | 73        | Тумановское сельское поселение     |
| 93  | Ежевицы            | деревня | 8         | Кайдаковское сельское поселение    |
| 94  | Ермолинка          | деревня | 17        | Тумановское сельское поселение     |
| 95  | Ефремово           | деревня | 307       | Кайдаковское сельское поселение    |
| 96  | Ефремово           | деревня | 2         | Новосельское сельское поселение    |
| 97  | Жданово            | деревня | 0         | Андрейковское сельское поселение   |
| 98  | Жегловка           | деревня | 0         | Степаниковское сельское поселение  |
| 99  | Железнодорожный    | деревня | 33        | Вязьма-Брянское сельское поселение |
| 100 | Желтовка           | деревня | 3         | Кайдаковское сельское поселение    |
| 101 | Загорская          | деревня | 31        | Семлёвское сельское поселение      |
| 102 | Зарубежье          | деревня | 1         | Семлёвское сельское поселение      |
| 103 | Зелёный            | деревня | 36        | Вязьма-Брянское сельское поселение |
| 104 | Зенкино            | деревня | 6         | Новосельское сельское поселение    |
| 105 | Зикеево            | деревня | 7         | Степаниковское сельское поселение  |
| 106 | Золотарёвка        | деревня | 0         | Андрейковское сельское поселение   |
| 107 | Зубаревка          | деревня | 16        | Новосельское сельское поселение    |
| 108 | Иваники            | деревня | 0         | Семлёвское сельское поселение      |
| 109 | Иванково           | деревня | 2         | Семлёвское сельское поселение      |
| 110 | Иваново            | деревня | 7         | Андрейковское сельское поселение   |
| 111 | Изборово           | деревня | 3         | Семлёвское сельское поселение      |
| 112 | Исаково            | село    | 614       | Степаниковское сельское поселение  |
| 113 | Казаково           | деревня | 14        | Семлёвское сельское поселение      |
| 114 | Кайдаково          | деревня | 1415      | Кайдаковское сельское поселение    |
| 115 | Калиновка          | деревня | 1         | Семлёвское сельское поселение      |
| 116 | Каменка            | деревня | 0         | Тумановское сельское поселение     |
| 117 | Каменка            | деревня | 4         | Тумановское сельское поселение     |
| 118 | Каменная Гора      | деревня | 22        | Новосельское сельское поселение    |
| 119 | Касня              | деревня | 488       | Новосельское сельское поселение    |
| 120 | Каськово           | деревня | 0         | Тумановское сельское поселение     |
| 121 | Кезеровка          | деревня | 3         | Семлёвское сельское поселение      |
| 122 | Киево              | деревня | 0         | Андрейковское сельское поселение   |
| 123 | Клин               | деревня | 0         | Степаниковское сельское поселение  |
| 124 | Клоково            | деревня | 8         | Тумановское сельское поселение     |
| 125 | Козлово Озеро      | деревня | 1         | Тумановское сельское поселение     |
| 126 | Козловцы           | деревня | 0         | Тумановское сельское поселение     |
| 127 | Козулино           | деревня | 7         | Андрейковское сельское поселение   |
| 128 | Кокорево           | деревня | 78        | Новосельское сельское поселение    |
| 129 | Коледино           | деревня | 4         | Семлёвское сельское поселение      |
| 130 | Колодезное         | деревня | 0         | Семлёвское сельское поселение      |
| 131 | Колозовка          | деревня | 3         | Степаниковское сельское поселение  |
| 132 | Колотовка          | деревня | 0         | Кайдаковское сельское поселение    |
| 133 | Комарово           | деревня | 34        | Тумановское сельское поселение     |
| 134 | Коммуна            | деревня | 30        | Новосельское сельское поселение    |
| 135 | Комягино           | деревня | 21        | Новосельское сельское поселение    |
| 136 | Коргино            | деревня | 21        | Тумановское сельское поселение     |
| 137 | Коробейники        | деревня | 4         | Тумановское сельское поселение     |
| 138 | Коробово           | деревня | 25        | Андрейковское сельское поселение   |
| 139 | Коробово           | деревня | 0         | Тумановское сельское поселение     |
| 140 | Коршуны            | деревня | 7         | Степаниковское сельское поселение  |
| 141 | Костылевка         | деревня | 4         | Степаниковское сельское поселение  |
| 142 | Коханово           | деревня | 11        | Степаниковское сельское поселение  |
| 143 | Кошелево           | деревня | 16        | Кайдаковское сельское поселение    |
| 144 | Красная Слобода    | деревня | 12        | Тумановское сельское поселение     |
| 145 | Красное Трошино    | деревня | 6         | Кайдаковское сельское поселение    |
| 146 | Красный Холм       | деревня | 16        | Кайдаковское сельское поселение    |
| 147 | Криково            | деревня | 8         | Тумановское сельское поселение     |
| 148 | Крутое             | деревня | 4         | Степаниковское сельское поселение  |
| 149 | Крутое             | деревня | 3         | Тумановское сельское поселение     |
| 150 | Кузнецово          | деревня | 10        | Кайдаковское сельское поселение    |
| 151 | Кумовая Яма        | деревня | 4         | Степаниковское сельское поселение  |
| 152 | Куртино            | деревня | 39        | Тумановское сельское поселение     |
| 153 | Кухарево           | деревня | 3         | Семлёвское сельское поселение      |
| 154 | Лаврово            | деревня | 1         | Тумановское сельское поселение     |
| 155 | Левково            | деревня | 7         | Новосельское сельское поселение    |
| 156 | Ленкино            | деревня | 18        | Семлёвское сельское поселение      |
| 157 | Леонтьево          | деревня | 13        | Тумановское сельское поселение     |
| 158 | Леушино            | деревня | 9         | Семлёвское сельское поселение      |
| 159 | Лешутиха           | деревня | 4         | Новосельское сельское поселение    |
| 160 | Логвино            | деревня | 6         | Степаниковское сельское поселение  |
| 161 | Ломы               | деревня | 4         | Андрейковское сельское поселение   |
| 162 | Лосьмино           | деревня | 63        | Кайдаковское сельское поселение    |
| 163 | Лосьмино           | станция | 6         | Кайдаковское сельское поселение    |
| 164 | Лукино             | деревня | 6         | Степаниковское сельское поселение  |
| 165 | Лукьяново          | деревня | 35        | Семлёвское сельское поселение      |
| 166 | Максимково         | деревня | 7         | Новосельское сельское поселение    |
| 167 | Малая Азаровка     | деревня | 10        | Степаниковское сельское поселение  |
| 168 | Малая Калпита      | деревня | 135       | Семлёвское сельское поселение      |
| 169 | Малинки            | деревня | 7         | Степаниковское сельское поселение  |
| 170 | Малые Лопатки      | деревня | 8         | Семлёвское сельское поселение      |
| 171 | Мануйлино          | деревня | 0         | Кайдаковское сельское поселение    |
| 172 | Мармоново          | деревня | 3         | Семлёвское сельское поселение      |
| 173 | Мартюхи            | деревня | 3         | Андрейковское сельское поселение   |
| 174 | Марьино            | деревня | 0         | Андрейковское сельское поселение   |
| 175 | Марьино            | деревня | 2         | Андрейковское сельское поселение   |
| 176 | Матюшино           | деревня | 3         | Семлёвское сельское поселение      |
| 177 | Мелихово           | деревня | 2         | Кайдаковское сельское поселение    |
| 178 | Мельзино           | деревня | 17        | Кайдаковское сельское поселение    |
| 179 | Менка              | деревня | 1         | Тумановское сельское поселение     |
| 180 | Меркучево          | деревня | 21        | Новосельское сельское поселение    |
| 181 | Минино             | деревня | 28        | Кайдаковское сельское поселение    |
| 182 | Митино             | деревня | 7         | Тумановское сельское поселение     |
| 183 | Митьково           | деревня | 2         | Тумановское сельское поселение     |
| 184 | Митьково           | деревня | 7         | Степаниковское сельское поселение  |
| 185 | Митюшино           | деревня | 44        | Кайдаковское сельское поселение    |
| 186 | Миханово           | деревня | 7         | Степаниковское сельское поселение  |
| 187 | Мишенка            | деревня | 8         | Кайдаковское сельское поселение    |
| 188 | Мишино             | деревня | 2         | Тумановское сельское поселение     |
| 189 | Мишино             | деревня | 2         | Андрейковское сельское поселение   |
| 190 | Мишино             | деревня | 0         | Семлёвское сельское поселение      |
| 191 | Молошино           | деревня | 0         | Семлёвское сельское поселение      |
| 192 | Мочальники         | деревня | 2         | Тумановское сельское поселение     |
| 193 | Мясоедово          | деревня | 28        | Новосельское сельское поселение    |
| 194 | Некрасово          | деревня | 5         | Кайдаковское сельское поселение    |
| 195 | Неонилово          | деревня | 6         | Кайдаковское сельское поселение    |
| 196 | Никитинка          | деревня | 5         | Степаниковское сельское поселение  |
| 197 | Никольское         | деревня | 1         | Семлёвское сельское поселение      |
| 198 | Никольское         | деревня | 12        | Семлёвское сельское поселение      |
| 199 | Никулинки          | деревня | 0         | Тумановское сельское поселение     |
| 200 | Ново-Высокое       | деревня | 0         | Андрейковское сельское поселение   |
| 201 | Новое Левково      | деревня | 148       | Новосельское сельское поселение    |
| 202 | Новое Рожново      | деревня | 12        | Степаниковское сельское поселение  |
| 203 | Новое Село         | деревня | 825       | Новосельское сельское поселение    |
| 204 | Ново-Никольское    | деревня | 519       | Тумановское сельское поселение     |
| 205 | Ново-Никольское    | село    | 399       | Степаниковское сельское поселение  |
| 206 | Новоселки          | деревня | 0         | Семлёвское сельское поселение      |
| 207 | Новоселки          | деревня | 7         | Семлёвское сельское поселение      |
| 208 | Ново-Троицкое      | деревня | 3         | Тумановское сельское поселение     |
| 209 | Новые Дворы        | деревня | 10        | Новосельское сельское поселение    |
| 210 | Новые Дворы        | деревня | 1         | Семлёвское сельское поселение      |
| 211 | Новые Нивки        | деревня | 1         | Семлёвское сельское поселение      |
| 212 | Новый              | село    | 654       | Степаниковское сельское поселение  |
| 213 | Новый Ржавец       | деревня | 72        | Новосельское сельское поселение    |
| 214 | Обухово            | деревня | 0         | Тумановское сельское поселение     |
| 215 | Овсяники           | деревня | 2         | Тумановское сельское поселение     |
| 216 | Октябрьский        | деревня | 67        | Кайдаковское сельское поселение    |
| 217 | Орешки             | деревня | 1         | Семлёвское сельское поселение      |
| 218 | Орлянка            | деревня | 5         | Андрейковское сельское поселение   |
| 219 | Осташково          | деревня | 24        | Тумановское сельское поселение     |
| 220 | Осьма              | деревня | 2         | Семлёвское сельское поселение      |
| 221 | Относово           | деревня | 661       | Андрейковское сельское поселение   |
| 222 | Охотино            | деревня | 12        | Тумановское сельское поселение     |
| 223 | Павлово            | деревня | 3         | Андрейковское сельское поселение   |
| 224 | Палкино            | деревня | 4         | Тумановское сельское поселение     |
| 225 | Паново             | деревня | 3         | Андрейковское сельское поселение   |
| 226 | Панфилово          | деревня | 36        | Кайдаковское сельское поселение    |
| 227 | Парково            | деревня | 0         | Тумановское сельское поселение     |
| 228 | Певное             | деревня | 209       | Вязьма-Брянское сельское поселение |
| 229 | Пекарево           | деревня | 37        | Андрейковское сельское поселение   |
| 230 | Песочня            | деревня | 3         | Тумановское сельское поселение     |
| 231 | Петино             | деревня | 2         | Андрейковское сельское поселение   |
| 232 | Петрушино          | деревня | 2         | Степаниковское сельское поселение  |
| 233 | Победа             | деревня | 1         | Андрейковское сельское поселение   |
| 234 | Подолье            | деревня | 2         | Новосельское сельское поселение    |
| 235 | Подъелки           | деревня | 2         | Новосельское сельское поселение    |
| 236 | Поляново           | деревня | 357       | Семлёвское сельское поселение      |
| 237 | Походино           | деревня | 3         | Андрейковское сельское поселение   |
| 238 | Прогресс           | деревня | 6         | Тумановское сельское поселение     |
| 239 | Прудище            | деревня | 0         | Семлёвское сельское поселение      |
| 240 | Путьково           | деревня | 137       | Семлёвское сельское поселение      |
| 241 | Пушкино            | деревня | 5         | Степаниковское сельское поселение  |
| 242 | Пыжовка            | деревня | 27        | Степаниковское сельское поселение  |
| 243 | Реброво            | деревня | 7         | Семлёвское сельское поселение      |
| 244 | Реутово            | деревня | 0         | Андрейковское сельское поселение   |
| 245 | Ризское            | село    | 0         | Андрейковское сельское поселение   |
| 246 | Рогово             | деревня | 1         | Тумановское сельское поселение     |
| 247 | Рославец           | деревня | 0         | Тумановское сельское поселение     |
| 248 | Ручейки            | деревня | 8         | Андрейковское сельское поселение   |
| 249 | Рыжково            | деревня | 13        | Степаниковское сельское поселение  |
| 250 | Рябиково           | деревня | 0         | Степаниковское сельское поселение  |
| 251 | Рябцево            | деревня | 5         | Андрейковское сельское поселение   |
| 252 | Савенки            | деревня | 7         | Тумановское сельское поселение     |
| 253 | Савино             | деревня | 20        | Семлёвское сельское поселение      |
| 254 | Сазоново           | деревня | 1         | Степаниковское сельское поселение  |
| 255 | Сакулино           | деревня | 12        | Новосельское сельское поселение    |
| 256 | Сапегино           | деревня | 4         | Семлёвское сельское поселение      |
| 257 | Селеево            | деревня | 6         | Новосельское сельское поселение    |
| 258 | Селиваново         | деревня | 12        | Кайдаковское сельское поселение    |
| 259 | Сельцо             | деревня | 16        | Семлёвское сельское поселение      |
| 260 | Семеновское        | деревня | 21        | Семлёвское сельское поселение      |
| 261 | Семеновское        | деревня | 8         | Андрейковское сельское поселение   |
| 262 | Семлёво            | село    | 892       | Семлёвское сельское поселение      |
| 263 | Семлёво            | станция | 855       | Семлёвское сельское поселение      |
| 264 | Семово             | деревня | 60        | Новосельское сельское поселение    |
| 265 | Синеево            | деревня | 21        | Степаниковское сельское поселение  |
| 266 | Сковородкино       | деревня | 12        | Новосельское сельское поселение    |
| 267 | Слобода            | деревня | 11        | Кайдаковское сельское поселение    |
| 268 | Сноски             | деревня | 13        | Тумановское сельское поселение     |
| 269 | Соколово           | деревня | 10        | Кайдаковское сельское поселение    |
| 270 | Сомово             | деревня | 4         | Степаниковское сельское поселение  |
| 271 | Сороколетово       | деревня | 46        | Тумановское сельское поселение     |
| 272 | Сосновка           | деревня | 5         | Тумановское сельское поселение     |
| 273 | Спас-Курган        | деревня | 8         | Андрейковское сельское поселение   |
| 274 | Станище            | деревня | 17        | Семлёвское сельское поселение      |
| 275 | Станы              | деревня | 3         | Тумановское сельское поселение     |
| 276 | Старое Раменье     | деревня | 7         | Семлёвское сельское поселение      |
| 277 | Староселье         | деревня | 20        | Новосельское сельское поселение    |
| 278 | Старые Нивки       | деревня | 16        | Семлёвское сельское поселение      |
| 279 | Старый Ржавец      | деревня | 6         | Новосельское сельское поселение    |
| 280 | Степаники          | деревня | 31        | Степаниковское сельское поселение  |
| 281 | Степаньково        | деревня | 5         | Андрейковское сельское поселение   |
| 282 | Стогово            | деревня | 2         | Кайдаковское сельское поселение    |
| 283 | Струково           | деревня | 0         | Андрейковское сельское поселение   |
| 284 | Суровцево          | деревня | 0         | Андрейковское сельское поселение   |
| 285 | Тарасово           | деревня | 10        | Тумановское сельское поселение     |
| 286 | Тарасово           | деревня | 0         | Андрейковское сельское поселение   |
| 287 | Татарки            | деревня | 9         | Кайдаковское сельское поселение    |
| 288 | Телепнево          | деревня | 64        | Тумановское сельское поселение     |
| 289 | Теплуха            | деревня | 30        | Тумановское сельское поселение     |
| 290 | Теплушка           | деревня | 7         | Семлёвское сельское поселение      |
| 291 | Тихоново           | деревня | 9         | Андрейковское сельское поселение   |
| 292 | Тишино             | деревня | 19        | Кайдаковское сельское поселение    |
| 293 | Трегубово          | деревня | 3         | Новосельское сельское поселение    |
| 294 | Туманово           | село    | 1095      | Тумановское сельское поселение     |
| 295 | Турово             | деревня | 2         | Тумановское сельское поселение     |
| 296 | Тюхменево          | деревня | 11        | Степаниковское сельское поселение  |
| 297 | Тякино             | деревня | 1         | Кайдаковское сельское поселение    |
| 298 | Уда                | деревня | 4         | Степаниковское сельское поселение  |
| 299 | Усадище            | деревня | 26        | Семлёвское сельское поселение      |
| 300 | Успенское          | деревня | 68        | Тумановское сельское поселение     |
| 301 | Устье              | деревня | 1         | Кайдаковское сельское поселение    |
| 302 | Фатино             | деревня | 0         | Новосельское сельское поселение    |
| 303 | Фёдоровское        | деревня | 5         | Новосельское сельское поселение    |
| 304 | Федосово           | деревня | 1         | Тумановское сельское поселение     |
| 305 | Федяево            | деревня | 10        | Андрейковское сельское поселение   |
| 306 | Федяево            | деревня | 8         | Тумановское сельское поселение     |
| 307 | Фомкино            | деревня | 15        | Новосельское сельское поселение    |
| 308 | Фомкино            | станция |           | Новосельское сельское поселение    |
| 309 | Харьково           | деревня | 31        | Кайдаковское сельское поселение    |
| 310 | Хватов Завод       | село    | 175       | Семлёвское сельское поселение      |
| 311 | Хмелита            | село    | 358       | Андрейковское сельское поселение   |
| 312 | Хмельники          | деревня | 11        | Семлёвское сельское поселение      |
| 313 | Царёво-Займище     | деревня | 264       | Тумановское сельское поселение     |
| 314 | Чепчугово          | село    | 31        | Андрейковское сельское поселение   |
| 315 | Черемушки          | деревня | 451       | Семлёвское сельское поселение      |
| 316 | Черемушники        | деревня | 7         | Андрейковское сельское поселение   |
| 317 | Черниково          | деревня | 7         | Тумановское сельское поселение     |
| 318 | Чернобаево         | деревня | 3         | Новосельское сельское поселение    |
| 319 | Чёрное             | деревня | 337       | Андрейковское сельское поселение   |
| 320 | Шарапово           | деревня | 72        | Тумановское сельское поселение     |
| 321 | Шаховка            | деревня | 0         | Тумановское сельское поселение     |
| 322 | Шиманово           | деревня | 39        | Степаниковское сельское поселение  |
| 323 | Шуйское            | село    | 507       | Тумановское сельское поселение     |
| 324 | Щелканово          | деревня | 4         | Новосельское сельское поселение    |
| 325 | Щелканово          | деревня | 2         | Семлёвское сельское поселение      |
| 326 | Южная              | деревня | 0         | Кайдаковское сельское поселение    |
| 327 | Юрино              | деревня | 4         | Кайдаковское сельское поселение    |
| 328 | Юфаново            | деревня | 1         | Андрейковское сельское поселение   |
| 329 | Юшково             | деревня | 200       | Кайдаковское сельское поселение    |
| 330 | Ямново             | деревня | 10        | Андрейковское сельское поселение   |
| 331 | Ясная Поляна       | деревня | 27        | Новосельское сельское поселение    |
| 332 | Ястребы            | деревня | 1         | Кайдаковское сельское поселение    |

Упразднённые населенные пункты:
- 2000 г. — Беливицы, Большая Гусевка, Воронцово, Гапонюшки, Губаново, Долматово, Ильино, Киселёво, Красное, Лопаткино, Лукьяново (Относовское сельское поселение), Михалёво, Муравьёво, Песочня (Поляновское сельское поселение), Ровная, Сакулино (Российское сельское поселение), Соколово (Степаниковское сельское поселение), Фомищево[24];
- 2010 г. — Городок.

## История
В 1708 году была образована Смоленская губерния и Вязьма с окрестными землями вошла в её состав. В 1713 году, в связи с расформированием Смоленской губернии, Вязьма отошла к вновь образованной Рижской губернии. В 1726 году Смоленская губерния была восстановлена в составе 5 уездов, включая Вяземский уезд. Вяземский район образован в 1929 году на территории бывших Вяземского и Юхновского уездов Смоленской губернии. 5 марта 1960 года к Вяземскому району был присоединён Семлевский район, а 21 августа 1961 года — часть территории упразднённого Тумановского района. Географическое положение вяземской земли являлось с древнейших времен очень важным и выгодным. Река Вязьма была судоходной и по ней проходил торговый путь из Балтики в Киев, а также знаменитый водный путь «Из варяг в греки».

## Транспорт
Общая протяженность автомобильных дорог — 607 км. По территории района проходят 2 автодороги федерального значения М1 — Беларусь; Р-132 Вязьма-Калуга-Тула-Рязань. Направления ж/д узла — Москва, Смоленск, Брянск, Калуга, Ржев.

## Экономика и инвестиции
По состоянию на 1 января 2019 зарегистрировано 1589 организаций различной формы собственности, численность работающих в организациях муниципального образования (без субъектов малого предпринимательства) за 2018 год — 16 282 тыс. человек. Основным видом экономической деятельности района являются обрабатывающие производства.
Основные предприятии промышленности:
- ОАО «Вяземский хлебокомбинат»;
- ООО «Келлогг Рус»;
- ООО «Вяземская швейная фабрика»;
- ООО «ВКП-ЛТ»;
- ООО «Лава»;
- ОАО «Завод ЖБИ»;
- Вяземский завод ЖБШ — филиал ОАО «БЭТ»;
- ООО «Банкон»;
- ООО «Аэростар-Контракт»;
- ОАО «Вяземский машиностроительный завод»;
- ООО «Пластик-Репаблик».

Реализуется 15 инвестиционных проектов на сумму более 10 млрд рублей.

## Наука и образование
На территории города Вязьмы и Вяземского района функционируют учреждения дошкольного, общего и дополнительного образования, а также среднего профессионального образования и одно высшее учебное заведение.
Дошкольное образование реализовывается в 15 муниципальных дошкольных образовательных учреждениях, 1 муниципальном образовательном учреждении начальной школы — детском саду «Надежда», 12 дошкольных группах при общеобразовательных школах, расположенных в сельской местности.
Сеть общего образования представлена 31 общеобразовательным учреждением, из них:
- 24 средние школы, в том числе 1 школа с углубленным изучением отдельных предметов;
- 1 начальная школа — «Надежда»;
- 10 основных школ;
- 1 «Вечерняя (сменная) общеобразовательная школа».

Также в г. Вязьма осуществляют деятельность образовательные учреждения для детей с ограниченными возможностями здоровья:
- Вяземская школа-интернат № 1 для обучающихся с ограниченными возможностями здоровья;
- Вяземская начальная школа-детский сад «Сказка» для детей с ограниченными возможностями здоровья".

Дополнительное образование детей реализуется пятью учреждениями:
- Дом детского творчества;
- Станция юных натуралистов;
- Станция юных техников;
- Детская школа искусств имени А. С. Даргомыжского;
- Детская художественная школа имени А. Г. Сергеева.

Среднее профессиональное образование представлено тремя образовательными учреждениями:
- Вяземский железнодорожный техникум;
- Вяземский медицинский колледж имени Е. О. Мухина;
- Вяземский политехнический техникум.

В городе осуществляет образовательную деятельность Смоленский казачий институт промышленных технологий и бизнеса (филиал) федерального государственного бюджетного образовательного учреждения высшего образования «Московский государственный университет технологий и управления имени К. Г. Разумовского (Первый казачий университет)», а также Комитет образования Администрации МО «Вяземский район» Смоленской области.

## Культура

### Фестивали и конкурсы
- День освобождения города воинской славы Вязьма от немецко-фашистских захватчиков (12 марта);
- Районный фестиваль КВЕСТ-ФЕСТ (18 апреля);
- Всероссийский Грибоедовский фестиваль (1 июня);
- Туристская ярмарка «Праздник Вяземского пряника» в рамках Дня города Вязьма (июнь);
- Всероссийский Нахимовский Праздник (6 июля);
- Фестиваль военно-исторической реконструкции «Вяземское сражение 1812» (август);
- Вяземский открытый театральный фестиваль имени А. Д. Папанова (октябрь).

### Народные промыслы

#### Вяземский пряник
Вяземский пряник — настоящий туристский бренд Вязьмы. Это не булка, не коврижка, а изысканное лакомство. Солнечный кусочек детского счастья с надписью «Вяз» — так его описывали в мемуарной литературе XIX века. Наш пряник из рода битых, выпеченный по особому уникальному рецепту, у которого нет и поныне аналогов ни в русской, ни европейской, ни в восточной кухне. При его изготовлении используются редкие ингредиенты и особые специи, которые наши предки называли «сухие духи», а наши купцы привозили из заморских стран. Вкус Вяземского пряника — это вкус сладостей допетровской эпохи, когда сахара на Руси не было, а все лакомства были на меду.

#### Вяземская стёка
В Вязьме был особый квартал, где жили стекольные мастера и тут же были стекольные мастерские. На нынешней улице III Интернационала до сих пор находят остатки стекольного производства. А с XVII века на территории восточной части Смоленской области бытовало слово, обозначающее название стекольного производства — «Стёка», приведенное даже в словаре В. Даля.

#### Вяземская глиняная игрушка
Производство изделий из глины — традиционное ремесло в Вяземском районе. Здесь всегда бытовала глиняная посуда и глиняные игрушки. В наше время на Вяземской земле продолжает эти традиции Надежда Михайловна Хисамова — директор Гредякинского сельского дома культуры. Она задалась целью возродить процесс изготовления глиняной игрушки-свистульки, который мог бы стать новым туристским брендом Вяземской земли.
Надежда Михайловна Хисамова имеет собственные оригинальные разработки, свой стиль росписи глиняных свистулек по мотивам романовской игрушки. Свистульки расписываются древнеславянскими земляными символами, умело используя цвет обожженной глины. Образы игрушек, созданные вяземской мастерицей достаточно просты, оригинальны и выразительны — в виде коней, зайцев, птиц и фантастических животных. Её работы известны далеко за пределами Смоленской области и занимают призовые места в городских, областных и межрегиональных выставках-ярмарках декоративно-прикладного искусства.

#### Вяземская берёста
Изготовлением изделий из бересты (лапти, плетенки, короба, корзины, шкатулки, чемоданы, детские игрушки, рамки для картин) занимались во многих губерниях России, в том числе и в Вяземском районе. Ермолаева Людмила Захаровна — директор Поляновского сельского дома культуры — создала изостудию «Вяземская берёста», где она, обучая всем тонкостям мастерства взрослых и детей, охотно делится своим опытом. Благодаря ей осуществляется связь времен, молодое поколение не забывает свои корни, культуру русского народа и изготавливает своими руками изделия из бересты. Особой популярностью у туристов пользуется мастер-класс по изготовлению сувениров из бересты. Из рук мастерицы и её учеников по всему свету разлетаются ангелы и купчихи, а также декоративные панно и предметы кухонного обихода.

## Туризм
Вяземский район — крупный административный, железнодорожный, узловой центр Смоленщины, уникальный исторический и природный регион, где завязался узел исторических судеб Смоленска, Вязьмы и Москвы. Вязьма находится в 155 км от Смоленска и 230 км к западу от Москвы. С 1239 года знаменитый купеческий город, центр Вяземского княжества, расположенный на пути «из варяг в греки» на старинном тракте «Старая смоленская дорога», торговал как с северными губерниями, так и с зарубежным югом, и равнялся славой и богатством со Смоленском.
Вязьма издавна была форпостом Москвы: до 1657 года здесь проходила граница между русским и польско-литовским государствами. Все волны захватчиков, вторгавшиеся в русские пределы с запада, прокатились по Вяземской земле.
События смутного времени, двух Смоленских войн, наполеоновского нашествия 1812 года и Великой Отечественной войны 1941—1945 годов стали основой уникальных экспозиций и экскурсионных программ вяземского историко-краеведческого музея и государственного историко-культурного и природного музея-заповедника писателя и дипломата А. С. Грибоедова «Хмелита». С городом Вязьма также связаны имена: флотоводца П.С Нахимова, учёного В. В. Докучаева, композитора А. С. Даргомыжского, писателя М. А. Булгакова, режиссёра Е. В. Вахтангова, генерала М. Г. Ефремова, актёров А. Д. Папанова, Л. А. Касаткиной, святых угодников Аркадия Вяземского и Герасима Болдинского и других.
В Вязьме и Вяземском районе находятся уникальные храмы, Иоанно-Предтечевский и Одигитриевский монастыри, скит «Мартюхи», жемчужина «Русского узорочья» — церковь иконы Божьей Матери «Одигитрия», Спасская башня Вяземской крепости и т. д. Интересный научный факт — в Вязьме нет змей, потому что Аркадий Вяземский изгнал из нашего города гадов «за тридцать поприщь».
В 1654—1655 году здесь спасалась от эпидемии, разразившейся в Москве, царская семья, а Вяземское сражение в октябре 1812 года решило участь «Великой армии» Наполеона. Возможность почтить память павших воинов предоставляется у мемориала на «Богородицком поле», посвящённого трагедии «Вяземского котла» в октябре 1941 года и у памятника генералу М. Г. Ефремову у вечного огня перед подвигом 33 армии в 1942 году.
Интересным и необычным покажется туристу вкус Вяземского пряника, выпекаемого по старинному рецепту и восхищавшего Ивана Грозного, Екатерину II, А. С. Пушкина и английскую королеву, а также мастер-класс по изготовлению «Вяземской стёки», после которого вы станете обладателем уникального сувенирного изделия.
Туристская инфраструктура Вяземского района представлена турагентствами, гостиницами, пунктами питания, принимающими гостей с радушием старинного купеческого города и предоставляют туристские услуги на любой вкус и кошелёк.
В Вязьме 13 гостиниц, 7 турагентств, 267 объектов культурного наследия федерального и регионального значения, а также богатая палитра историко-культурных и природных богатств.
Вязьма — центр восточного туристского кластера Смоленской области. Поэтому вяземские компании могут построить туристский маршрут по уникальным туристским объектам Вяземского района.

## Достопримечательности
- Спасская башня Вяземской крепости
- Церковь иконы Смоленской Божией Матери «Одигитрия» Комплекс Иоанно-Предтечевского монастыря[28]
- Свято-Троицкий собор[29]
- Церковь Введения во храм Пресвятой Богородицы[30]
- Церковь Рождества Пресвятой Богородицы[31]
- Спасо-Преображенская церковь[32]
- Аркадьевский монастырь (Церковь Спаса Всемилостивого)[33]
- Церковь Петра и Павла[34]
- Памятник доблестным предкам[35]
- Памятник Перновскому полку[36]
- Церковь Рождества Христова (Ямская)[37]
- Памятник генералу Ефремову и памятный комплекс "Вечный огонь[38]
- Памятник А. Д. Папанову[39]
- Памятник А. С. Даргомыжскому[40]
- Стела «Город воинской славы»[41]
- Спасо-Богородицкий Одигитриевский женский монастырь[42]
- Церковь Феодора Стратилата[43]
- Музей и мемориал «Богородицкое поле»[44]
- Федеральный государственный историко-культурный и природный музей-заповедник А. С. Грибоедова «Хмелита»[45]
- Семлевское озеро[46]
- Вяземский историко-краеведческий музей[47]
- Музей неизвестного солдата[48]
- Комплекс Набережная реки Вязьма[49]